# K2 흑표
K-2 흑표(K-2 黑豹) 또는 서구권 명칭 K-2 블랙팬서(영어: K-2 Black Panther)는 대한민국 육군이 2014년에 배치한 3.5세대 전차다.

## 개발
1992년 국방부가 차기 전차사업을 발표한 이래 2003년 정식으로 개발에 착수하여 2007년 3월 2일에 운용 시험 차량 1~3 호차가 일반에 공개되었다. 2012년부터 전차를 양산할 예정이었으나 개발 중인 국산 파워팩(엔진 및 변속기)에서 엔진 보호 온도 설정에 오류가 발생하여 엔진 과열시 엔진을 보호하는데 실패하고, 엔진이 최대 속도로 작동할 때 변속기의 냉각팬 회전속도가 부족하여 냉각이 되지 않는 등의 문제가 발견되었다.
수차례 설계 보완에도 불구하고 계속된 성능 및 안정성 검증 실패로 전력화가 너무 늦어지자 K2 전차 1차분 100대에 국산 파워팩 대신 독일산 MTU사의 파워팩을 장착하기로 결정하였다. 1차분은 2014년 4월부터 대한민국 육군에 인도 되기 시작했다. 2014년 9월 국산 파워팩이 모든 문제점을 해결하고 방위사업청의 시험 평가를 성공적으로 통과하여 K2 전차 2차분 100대에는 국산 파워팩을 장착할 예정이다.

## 화력

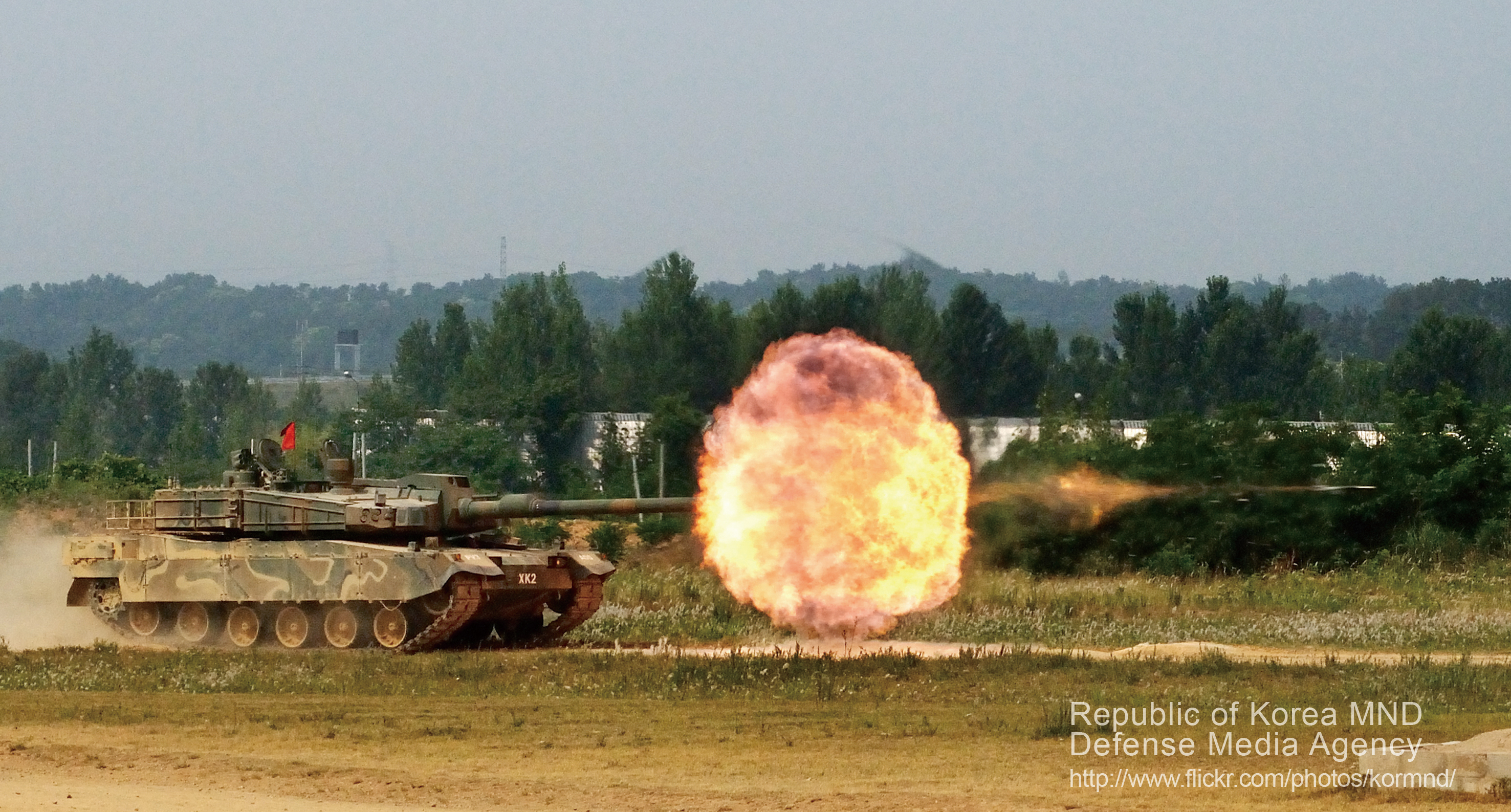
주포 사격 중인 K2 흑표 전차

주포는 55구경장 120mm CN08 활강포로 무장하고 있으며 현대위아와 국방과학연구소가 2008년에 공동 개발했다. K2 흑표의 주포는 대한민국의 종합 표면처리 전문 업체인 코텍(Cotec) 사와의 기술협력으로 확보한 대구경 포신 크롬도금 공정기술이 적용되었으며, 포탑 내부에 자동장전장치를 채용하여 K1과 같이 사람이 직접 장전하지 않고 기계적으로 장전이 이루어지며 6초 내에 포탄을 재장전할 수 있고, 분당 10발의 포탄을 발사할 수 있다. 전차가 몹시 흔들리는 상황에서도 빠르게 후속탄을 장전할 수 있게 되었다. 이 점으로 인해서 차기전차는 기존의 전차와 같이 4인 탑승이 아니라 3인 탑승으로 바뀌었다. 또 자동장전장치의 채용으로 인해서 포탑이 K1이나 K1A1에 비해서 커지게 되었다.
K2 흑표의 주요한 특징으로, 독일 Diehl사와의 기술협력으로 개발되는 사거리 8km의 KSTAM-120 포발사 상부공격 지능탄을 채택, 비가시선의 장갑표적에 대해서 효과적인 공격을 함으로써 최소한의 피해로 최대한의 전과를 달성하는 것이 가능하게 되었다. 이는 구릉과 산지가 많고 도시화가 빠르게 진행된 한반도에서 좀 더 효과적이고 정확한 화력의 투사가 가능함을 의미한다. 또한 미국의 M830A1과 거의 동일한 형태의 HEAT-MP탄을 개발하여 적 헬기에 대한 대헬기 사격능력을 부여하고 발전된 텅스텐 가공기술과 복합재 송탄통(이탈피) 제조능력과 어떤 환경에서도 일정한 연소를 가능케 하는 신형 고체장약기술을 적용한 신형 APFSDS탄을 개발하여 K1A1보다 더 강력한 화력을 보유할 예정이다. 이외에 12.7mm K6 기관총과 7.62mm 동축기관총을 장비한다.

## 방어력

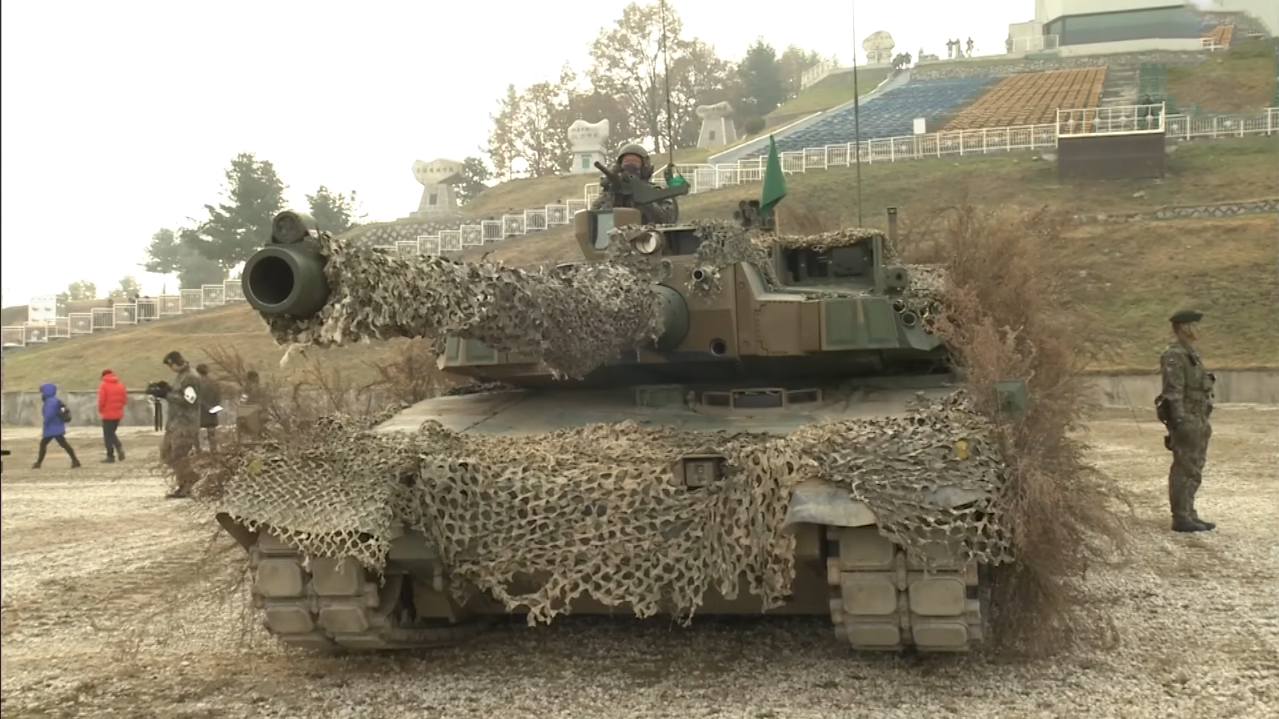
위장 상태의 K2 흑표.

K2 흑표는 55구경장 120mm 주포에서 발사한 K279 포탄을 방어하는 실험에서 K279 포탄을 막아냈다. K279의 관통력은 44구경장의 경우 720mm 정도로 추정되는 관통력을 갖추고 있다고 판단되는데 55구경장으로 발사할 경우 관통력이 15 ~ 20% 상승(750 ~ 830mm)하니 K2 흑표는 800mm ~ 850mm의 관통력을 방어했다고 볼 수 있다. 즉, K2 흑표는 800mm ~ 850mm의 정면방호력을 갖추고 있다.
국방과학연구소에서는 소프트 킬 기능에 속하는 능동방어시스템(APS)을 2002년까지 개발하여 당해 11월에 군(軍)사용가 판정을 받았다. 이 시스템은 탐지센서(MMW 레이다, 레이저 경보 센서, 적외선 영상 경보 센서가 포함)와 중앙통제기, 대응장치(다영역 차장 연막탄과 발사기)로 구성이 된다. 다영역 차장 연막탄의 경우 밀리미터파, 적외선, 가시광선을 모두 차단 할 수 있다. 이 시스템을 지칭하는 것인지 아니면 이것보다 훨씬 발전된 시스템을 지칭하는지는 알 수 없지만 2006년 11월 9일 국방과학연구소는 방어용 이동 레이다 기술을 개발했다고 언론(전자신문)에 공표하였다.
그리고 현재 발표된 바로는 기존의 K1A1 전차에 비해 크게 개선된 폭발반응장갑, 복합장갑을 채용하여 시간이 갈수록 증대되는 전차의 상부위협을 대응할 수 있게 되었으며 모듈식으로 설계된 K2전차의 장갑은 장차 미래전에 증대되는 적의 대전차 무기에 대해서도 기술의 발전에 따라 신형 장갑을 손쉽게 추가할 수 있게 되었다. 초기 양산형에 부착되는 폭발반응장갑은 포탑 상면의 해치와 포미상부에 부착될 예정이다.
차후에 등장할 KNMBT-PIP(가칭 XK-2 PIP)에서는 CE탄과 KE탄에 둘 다 대응하는 2세대 비활성폭발반응장갑으로 포탑의 측면과 차대의 측면에 부착하여 좀 더 높은 방호력을 구현할 예정이다.
한가지 특이할 만한 K2전차의 크게 개선된 점은 화생방 방어장비로 양압장치를 채용하여 기존의 K-1전차(K-1A1 전차 포함)와 다르게 집단방호가 가능하게 되어 화생방 방호 능력이 크게 발전하였다. 이는 전투 중 방독면을 사용하지 않고도 지속적인 전투수행을 할 수 있어서 승무원들의 피로감은 매우 적은 상태에서 양호한 전투수행능력을 발휘할 수 있게 되었다. 또한 중성자 차폐 라이너를 채용하여 핵폭발시 발생하는 유해한 방사선을 효과적으로 차단하여 생존력면에서 K1이나 K1A1에 비해서 크게 개선되었다. 여담으로 K-1전차나 K-1A1 전차의 치명적인 문제였던 NBC 방호에 관련된 문제도 K-2 흑표를 개발하면서 얻은 기술로 K-1 전차나 K-1A1 전차에도 적용할 예정으로 보인다.(K-1E1, K-1A2)

## 기동력
기동력 역시 전차의 중요한 부분이다. 차기전차는 수많은 첨단 장비를 탑재하고도 중량이 K1A1 전차와 크게 다르지 않을 것으로 예상되며 현재 K1A1에 탑재된 1,200마력 엔진보다 강력해진 1,500마력의 엔진이 탑재되어 높은 가속력과 조종에 대한 보다 빠른 반응을 기대할 수 있게 되었다. 전차의 엔진은 현재 MTU MT883 파워팩과 동등한 기술을 구현하는 엔진을 두산인프라코어에서 개발을 담당하고 있다.
또한, 전후좌우로 자유롭고 정밀하게 자세를 제어할 수 있는 반능동형 유기압 현수장치가 장착되어 지형이 험난한 전장 환경에서도 우수한 전투력과 기동력을 발휘할 수 있으며 반능동형(Semi-Active) ISU(In-arm Suspension Unit) 현수장치는 전방에 부착되어 있는 센서를 이용하여 첫 번째 보기륜부터 지형에 대한 충격량을 최소화 하기 위해 자동적으로 최적화 된 위치에 첫 번째 보기륜을 위치시키는 기능을 보유하고 있다. 차후 아직 계획상으로만 존재하는 KNMBT-PIP형에서는 완전한 능동형 ISU장비로 개장하여 전방 10~50m 이내의 지형을 고해상도로 탐지하여 모든 보기륜이 지형에 가장 적합한 형태로 배열되어 움직일 수 있도록 개량될 예정으로 보인다.
XK2(2014년에 실전배치되어서 현재는 K-2 흑표)는 잠수도하장치를 적용해 수심 4.1ｍ 깊이의 강을 별도 시설 없이 건널 수 있어 지속적인 전투가 가능하다. 이는 한반도 대부분의 강을 별도의 장비없이 도하할 수 있다는 의미이다.

### 파워팩 논란
2014년 10월 국산 파워팩을 장착한 K-2 전차의 가속성능이 기준에 미달하자 합동참모본부에서 가속성능 기준을 완화하기로 결정하여 논란이 일었다.
파워팩 논란의 핵심은 K-2 전차 파워팩의 ROC가 과도한가 하는 것이다. 방사청에서는 '연속 무고장 가동 거리로 9600km'를 ROC에 반영했고, 국산 파워팩은 320시간 성능 테스트에서 최대 7110km를 달성했으나 불합격했다. 이를 두고 업체 측에서는 너무 과도한 ROC라고 주장하고 있다. 또한 국산 파워팩과 독일산 파워팩을 테스트하는데 있어 형평성 문제도 제기되었으며, 감사원 감사결과 독일업체에 유리하게 진행한 것으로 드러나 방사청 담당자 3명에게 징계 조치를 요구했다.
당초 가속성능 기준은 정지 상태에서 32 km/h까지 가속하는데 소요되는 시간이 8초를 넘지 않도록 정해져 있었으나, 국산 파워팩을 장착한 K-2 전차의 경우에는 가속에 8.7초가 걸려 기준을 통과하지 못하였다. 이에 대해 합참에서는 가속성능 기준을 완화해도 작전요구성능을 충족한다고 밝히며 성능 기준을 9초로 완화하기로 결정하였다. 이에 대해 타국의 주력전차에 비해 가속성능이 미달한데도 거기에다 기준을 더 완화한 것은 업체의 이익을 우선시한 봐주기식 기준 완화가 아니냐는 비판이 있다.
이후 2017년 국산 파워팩이 수입 파워팩보다 역차별을 받고 있다는 주장 등이 기사에 나오는 점으로 볼때 2차 양산분(국산 파워팩)에 관련해서 여러번의 검토를 거치고 있는 상황이다.
한국의 주력전차 파워팩은 다음과 같다.
- K1 전차, 독일 MTU의 1200마력 8기통 디젤엔진, 독일 ZF의 변속기를 조합한 파워팩
- K1A1 전차, 독일 MTU의 1500마력 8기통 디젤엔진, 독일 ZF의 변속기를 조합한 파워팩, 파워팩 가격 16억원
- K2 전차, 한국 두산인프라코어의 1500마력 12기통 디젤엔진, 한국 S&T 중공업의 변속기를 조합한 파워팩, 파워팩 가격 11억원

K2 전파 파워팩 논란의 시간대별 정리는 다음과 같다.
- 2008년, 튀르키예의 방산업체 오토카르가 현대로템 XK-2 흑표 전차 기술 수출계약, 4억 달러 규모, 흑표 전차의 다운그레이드형인 알타이 전차 개발, 독일산 MTU 파워팩 장착
- 2009년, K-2 흑표 전차 체계개발 완료
- 2013년 5월, 튀르키예 알타이 전차, 사우디아라비아에 300대 수출계약, 20억 달러 규모
- 2014년 9월초, 그간 국산 K2 전차의 전력화를 지연시킨 고질적 문제였던 파워팩(엔진+변속기)의 내구성 부분 9,600 km 주행 평가를 통과했다.
- 2014년 9월 23일, 방위사업청 백윤형 대변인, 두산인프라코어의 1500마력 국산 디젤 엔진의 가속 성능 미달 발표. 합참의 작전요구성능 기준에 따라 8초 안에 시속 32㎞ 속도에 도달하는 시험평가를 한 결과, 국산 파워팩은 8.7초가 소요되었다. 가속성능을 제외하고는 140여개 항목에서 독일산 파워팩과 동등한 수준이면서 가격은 독일산 16억원, 한국산 11억원으로 30% 저렴했다.
- 2014년 10월 28일, 합동참모본부 관계자는 "정지 상태에서 시속 32㎞를 내는 데 필요한 시간을 8초 이하에서 9초 이하로 완화했다"며 "국산 파워팩의 K-2 장착을 가로막았던 조건이 사라졌다"고 말했다.
- 2017년 2월, 2차 양산분의 첫 제품을 시험평가했다. 국방기술품질원의 최초생산품검사에서 2016년 1월 내구도 시험에 착수한 이래 2017년 2월까지 1년 1개월간 총 6차례 결함을 나타내면서, S&T 중공업의 변속기가 평가에서 탈락했다. 2014년 9월초의 9600 km 주행평가는 시제품의 시험평가였고, 2017년 2월의 9600 km 주행평가는 대량생산 최초제품의 시험평가였다.
- 2020년 11월 25일, 서욱 국방부 장관 주재로 열린 방위사업추진위원회(방추위)는 K2 전차 3차 양산계획을 심의하고 2020년 부터 2023년까지 K2 전차 50여대를 추가 도입하고, 엔진은 국산, 변속기는 독일산을 도입하기로 결정했다.[9]
- 2022년 3월 30일, 튀르키예의 이스마일 데미르 국방장관은 알타이전차에 공급할 파워팩 50~100대분의 구매를 위해 한국 방산업체 두산·S&T와 파워팩 공급계약을 논의 논의중이라고 밝혔다.[10]
- 2022년 8월 26일, 현대로템과 폴란드 정부 간 K-2전차 180대 수출 1차 본계약을 체결했다. 파워팩에 관한 내용은 언급되지 않았다.[11]
- 2022년 9월 14일 현재 K-2 전차 4차 양산 사업을 앞두고 도입 수량이나 국산파워팩 도입 여부 등은 미확정이다.

## 전투통제
K-2전차의 주요한 특징으로는 미래전에 부합되는 전술지휘통제체제(C4I: Command, Control, Communication, Computer, Intelligence)의 수용에 있다.
네트워크 기반의 전장정보 관리 시스템을 탑재하여 혼란스러운 전장상황에서 적과 아군의 정확한 구별이 가능하여 아군끼리의 오발을 막고 정교한 작전이 가능해지며 보다 기동성있고 능동적인 적에 대한 대응이 가능해진다. 이에 따라 지휘관은 전장 상황을 유기적이고 능동적으로 파악할 수 있게 되어 적은수의 전차를 이용하여 효과적인 작전을 펼쳐 적을 제압할 수 있게 되었다. 그리고 관측능력의 조준경 및 표적전시기를 탑재하여 시간이 갈수록 증대되는 야간이나 악천후 상황하에서도 원활한 작전과 전장의 탐색과 관측, 적에 대한 백발백중의 선제공격이 가능함을 의미한다.
대역 레이다 시스템에 연결된 사격 통제 시스템(FCS)이 장착되어 있으며. 이 시스템은 열 광학 장치를 사용하여 9.8 킬로미터의 범위까지 특정 표적을 획득하고 미래 위치를 예상하여 자동탐지 및 자동 추적하여 LOCK ON하고 목표물을 표시해주어 포수와 전차장의 업무부담을 줄였으며 고속 기동중의 적이나 장애물에 숨겨진 적이라도 발견 즉시 정확하게 사격할 수 있고 고속 기동하는 적을 직접 쏠 필요없이 조준점에 들어오면 자동적으로 사격하여 이동간 표적에 대한 명중률을 높였다. 또한  동적 포구 감지기를 보유하고 있어 외부적 요인이나 사격시 포구의 쳐짐을 계산하거나 예측하여 오차를 줄여 명중률을 상승시켰다. 또 하나의 특징으로는 기존의 전기식 포 및 유압식 포탑구동장치(K-1 & K-1A1에서 사용)를 배제하고 전기식 포 및 전기식 포탑구동장치를 장비하여 피탄시 화재위험을 줄이고, 정밀하고 고속의 구동을 할 수 있게 되었으며 정비성이 증대되었다.

## 대한민국의 해외 수출

K2 흑표 및 파생형 차량을 운용중인 국가

K1 전차나 K1A1 전차는 미국의 M1 전차 기술을 도입하여 제작한 것으로서, 미국 기술이 상당부분 사용되어 제3국 수출을 위해 미국 정부의 수출 허가가 필요했는데, 미국이 수출 허가를 해주는 데 소극적이어서 사실상 수출이 불가능한 한국산 전용 품목이었다. 그런데, 흑표는 국산화가 불필요한 부품을 제외한 모든 부품을 국산화하였기 때문에 수출하는 데 아무 문제가 없다. 튀르키예에 흑표 전차 기술을 수출하였다.
또한 현대로템이 폴란드 차기 전차사업에 참가해, 계약을 따낸다면 약 800대의 전차공급시장을 얻을 수 있다. 또 인도가 FRCV(미래대비전투차량) 사업의 도입 계획에 참여하여 전차 1,770대 수출을 노리는데, 프랑스의 AMX-56 르클레르와 경쟁하고 있다.

## 제원
- 승무원: 3명
- 실전배치: 2014년
- 개발기간: 1999년~
- 제조업체: 현대로템
- 엔진출력: 1,500마력
- 최고속도: 시속 70 km/h
- 야지속도: 시속 50 km/h
- 주포: CN08 120mm 55구경장 활강포. ADD 개발 주도하에 WIA 제작(K1A1 전차의 120mm 44구경장 활강포보다 1.32m  길어짐)
- 전자지능탄: fire and forget 방식, 한국형 상부공격지능탄 KSTAM-120
- 자동탐지추적기능: 4 km 이내 목표물을 자동으로 탐지
- 자동 피아식별장치
- 자동항법 기능
- 미사일 및 레이저 경고장치
- 복합연막탄 발사장치
- 화학탐지기
- 화생방 방호능력: 차내 여압장치와 전용의 환경공조장치(냉각기 포함)로 집단방호기능 구현 (K1, K1A1은 개인방호)
- C4I 기능
- 도하능력: 잠수도하장치를 적용해 4.1m 깊이 도하가능. K1A1의 2.2m에 비해 잠수깊이가 두 배 정도 향상됨
- 탄약장전방식: 자동 (K1, K1A1은 수동) 승무원 1명이 줄어듬.

## 같이 보기
- K1 전차
- K1A1 전차
- K9 자주포
- 튀르키예 알타이 전차
- 프랑스 AMX-56 르클레르
- 러시아 T-14 아르마타
- 우크라이나 T-84